# Oenanthe pleschanka

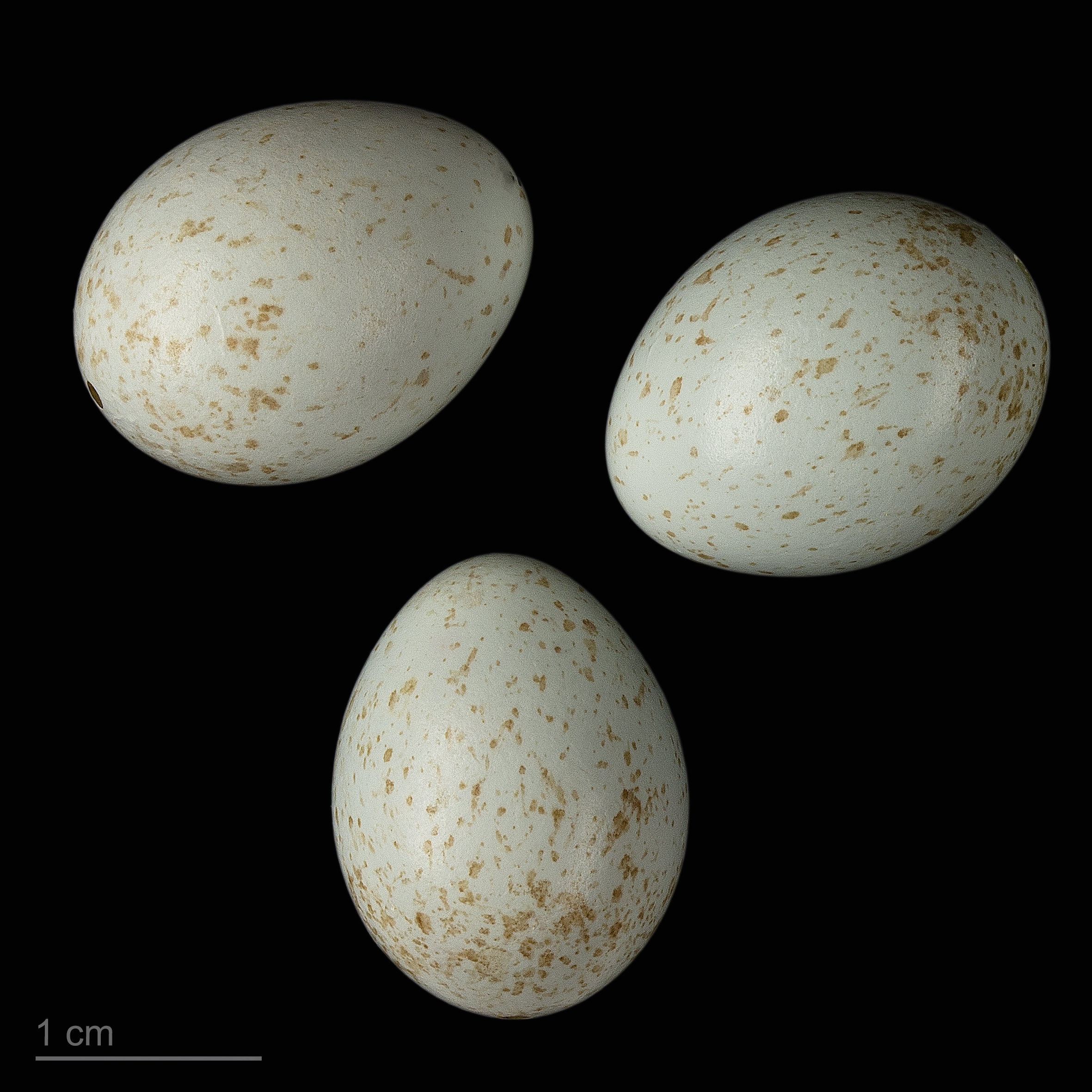
Oenanthe pleschanka

Oenanthe pleschanka là một loài chim trong họ Muscicapidae.